# Протоцкие
Протоцкие — хутор в Красноармейском районе Краснодарского края.
Входит в состав Чебургольского сельского поселения.

## География

### Улицы
| - пер. Речной, - ул. Дружбы, - ул. Майская, - ул. Мира, - ул. Набережная, - ул. Победы, | - ул. Полтавская, - ул. Пролетарская, - ул. Целинников, - ул. Школьная, - ул. Юбилейная. |

## Население
| 2002 | 2010  |
| ---- | ----- |
| 1581 | ↘1507 |